# Archichauliodes anagaurus
Archichauliodes anagaurus is een insect uit de familie Corydalidae, die tot de orde grootvleugeligen (Megaloptera) behoort. De soort komt voor in het zuidoosten van Australië.